# コニファー

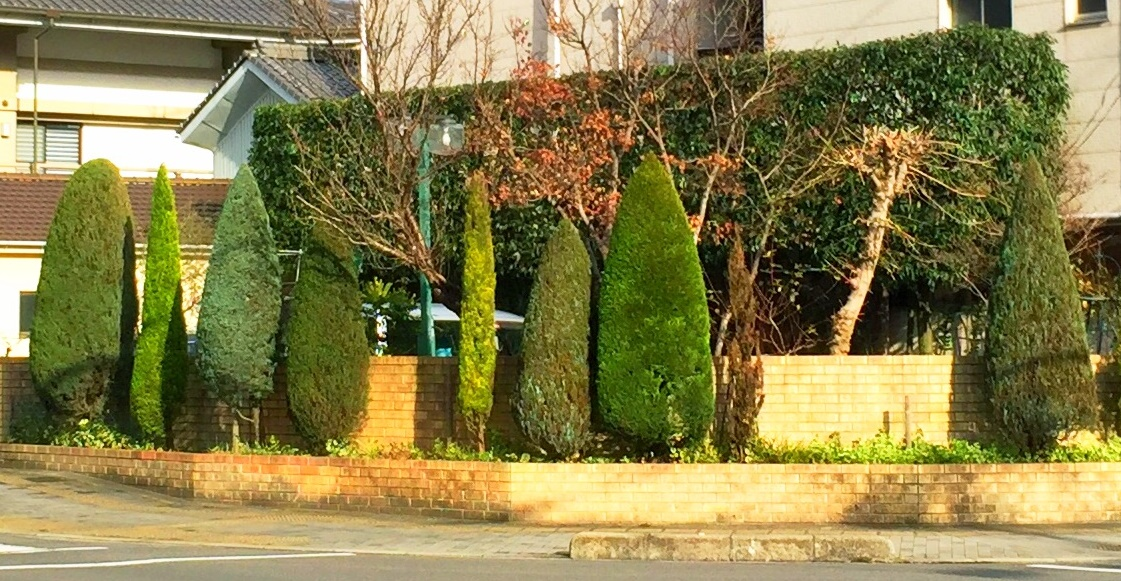
剪定されたコニファー

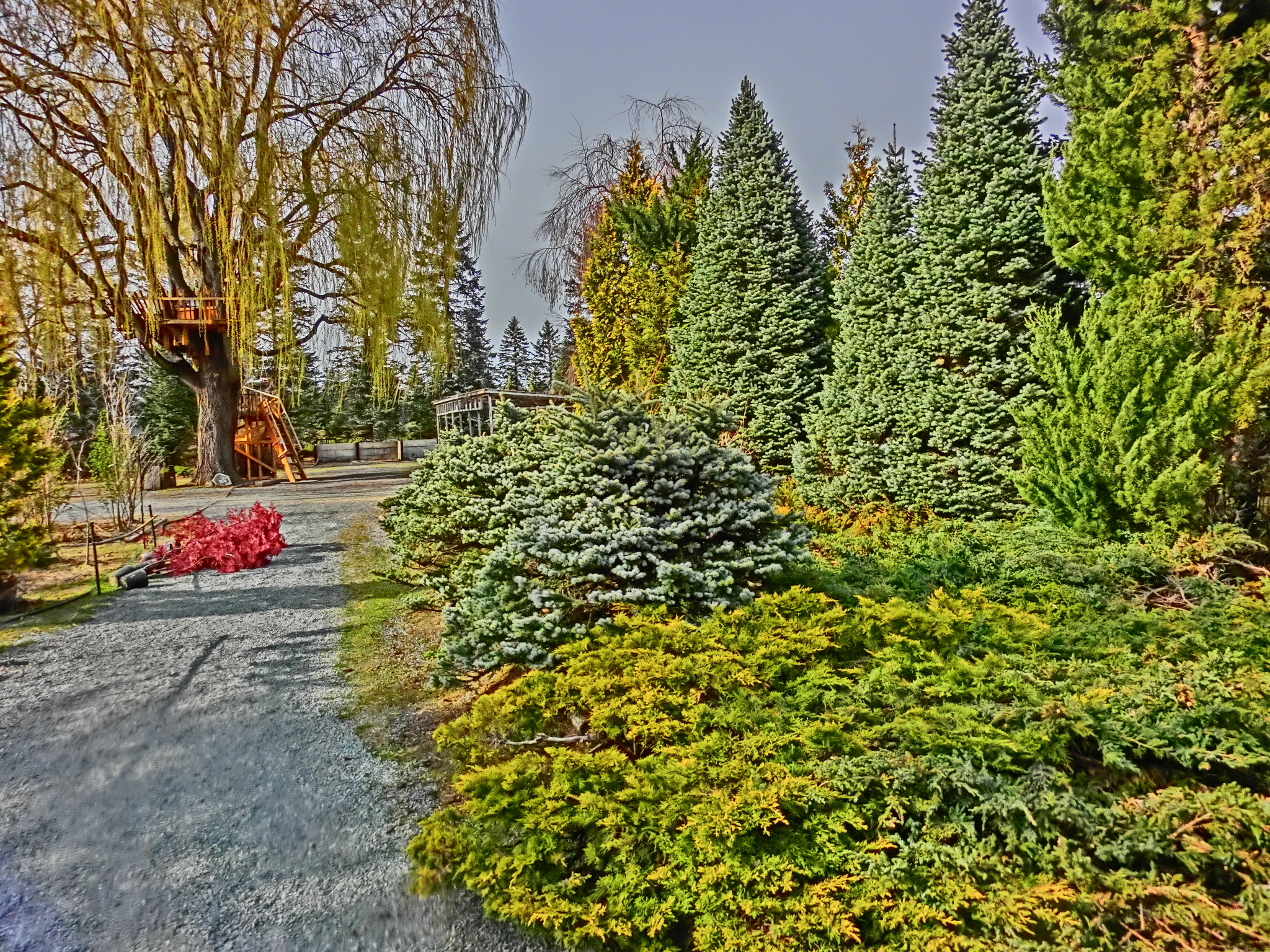
コニファー庭園（帯広市真鍋庭園）

コニファー（英: conifer）は、針葉樹の総称。厳密には、裸子植物が丸みを帯びた実を付けることから「コニファー」と呼ばれるが種別でいうと広義には球果植物門の植物を指す。狭義には日本では一般的に、球果植物門のうち、園芸用の品種をさす。世界的には、数万種に及ぶ品種があるが、日本で生育できるのは200種程度と言われている。近年、洋風住宅の増加などで変化してきた庭や街の景観によく似合うため、次第に普及してきている。日本では、東京都、千葉県など各地で生産されている。

## 園芸種としての特徴と栽培
常緑樹であるため、年間通じて鑑賞価値がある。森林浴効果が期待できる。夏場と冬場で葉色が異なる品種も少なくない。花は咲かず、仮に咲いても目立たないが、色彩、樹形など、また大型から矮性あるいは匍匐性のものまで品種が豊富で、さまざまな組み合わせにより、住宅事情に合わせた利用が可能。庭木としては管理が比較的簡単で、植木屋の世話になることが少ない。
ビャクシン類は赤星病の越冬用中間宿主となり、梨の産地では植栽が禁止されている所もある。スギ・ヒノキと同様に、花粉症の原因となることもある。
栽培は排水の良いところが適しているが、乾燥に弱い種もある。日当たりと風通しは特に重要で、雑草に覆われるとその部分の枝だけが枯れることもある。日向での栽培が望ましい種類が大半である。
- 日陰に弱い品種 - トウヒ属、ヒマラヤスギ属、ビャクシン属
- 日陰に強い品種 - スギ属、ヒノキ属（英語版）、クロベ属（英語版）

コニファー類は一般に萌芽力（剪定後の再生力という意味）が弱く、鉛筆のように葉のないところで剪定すると再生できないことが多い。カイヅカイブキの生垣で下の方の枝がなくなってしまうのは、これが原因である。カイヅカイブキの剪定は、刈り込みバサミばかりを使い続けると、スギのようなトゲトゲの枝を伸ばすことが多い。先祖がえりといわれる現象で、数年で元の枝に戻る。2〜3年に一度は、剪定バサミで一枝ずつ芽の位置を確認して剪定すると、スギのような枝が出にくい。
繁殖は挿し木・接木・実生があるが、ほとんどの品種は挿し木で繁殖される。接木の方が根張りが良好で倒れにくいので、挿し木苗が好まれることもある。根の発達が拙劣で、移植が困難な品種が多い。そのため、鉢植えで栽培されるものが多い。

## 日本で生育可能な代表的な品種と分類

### マツ科
- トウヒ属 Picea - 葉色と樹形が美しいものが多いが、高価で虫害に注意すべき品種も多い。
  - コロラドトウヒ Picea pungens - 別名: アオトウヒ、アメリカハリモミ、ブルースプルース、プンゲンストウヒ。
    - ホプシー Picea pungens 'Hoopsii' - 銀灰色の葉で知られ、高価であるが、成長が遅く、シンクイムシの食害に合いやすい。
- モミ属 Abies - ウラジロモミ、コロラドモミ（英語版）など。クリスマスツリーとして知られ、大型になるものが多い。耐寒性が強いが、高温多湿に弱い傾向がある。
- ヒマラヤスギ属 Cedrus - ヒマラヤシーダー、アトラスシーダー（英語版）など。高木となるものが多い。
- ツガ属 Tsuga - カナダツガ（英語版）、アルボスピカ、イエデロ、ペンジュラなど
- マツ属 Pinus - クロマツ、アカマツもコニファーである。

### ヒノキ科
- レイランドヒノキ属 Cupressocyparis - ゴールドライダー、シルバーダストが代表的。育てやすい品種が多く、高木となる。
- イトスギ属 Cupressus - ゴールドクレスト、ブルーアイスが量販店でよく見られるが、成長が早く、数年で大木になる。香りが強いものが多い。イトスギ属は根が浅く、強風時に倒れやすい。ゴールドクレストはもっとも多く流通しているコニファーのひとつであるが、日本では枯死しやすい。
- ヒノキ属（英語版） Chamaecyparis - クリプシー、サワラ、フィリフェラオーレアなど。ただし、ローソンヒノキの仲間は日本の風土に合わず、多くは枯れてしまうため、注意が必要である。
- ビャクシン属 Juniperus - セイブロックゴールド、バー・ハーバー、グレイオウルなど匍匐性のものも多い。ブルーヘブン、ブルーエンジェル、スカイロケットなどのコロラドビャクシンの変種もこの仲間。乾燥に強く、強健。
- クロベ属（英語版） Thuja - エメラルドグリーン、ヨーロッパゴールド、ピラミダリスなどニオイヒバの仲間は高温多湿に強く、日本の気候に適している。ゼブリナなどのベイスギは、ニオイヒバよりも強い香りを楽しめるのが特徴である。
- アケボノスギ属 Metasequoia - メタセコイアは、日本でも巨木に成長することで有名である。
- アスナロ属 Thujopsis - アスナロ、オーレア、ヒメアスナロなど日本原産の常緑高木。

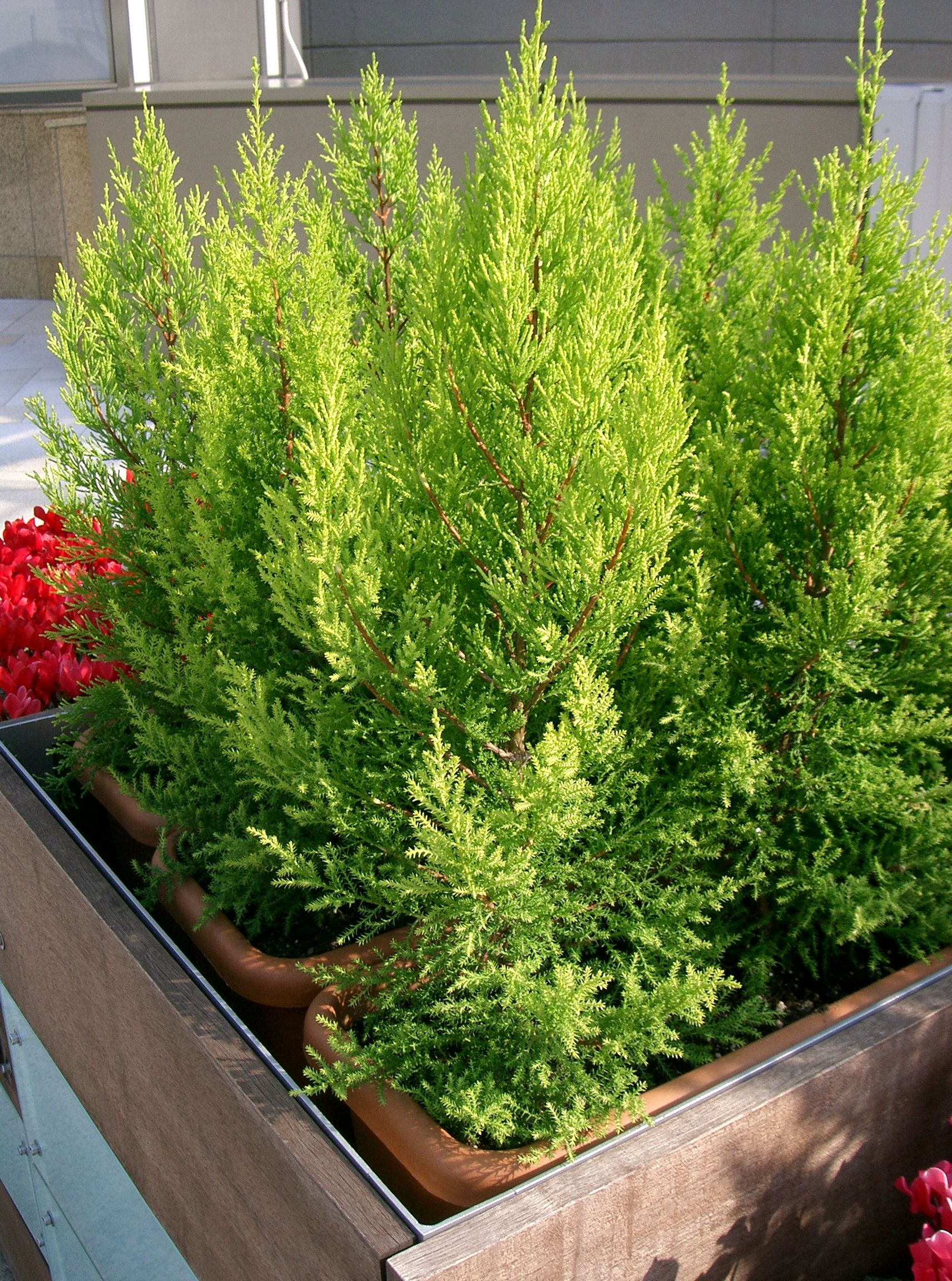
モントレーサイプレス（英語版）の園芸品種 Goldcrest
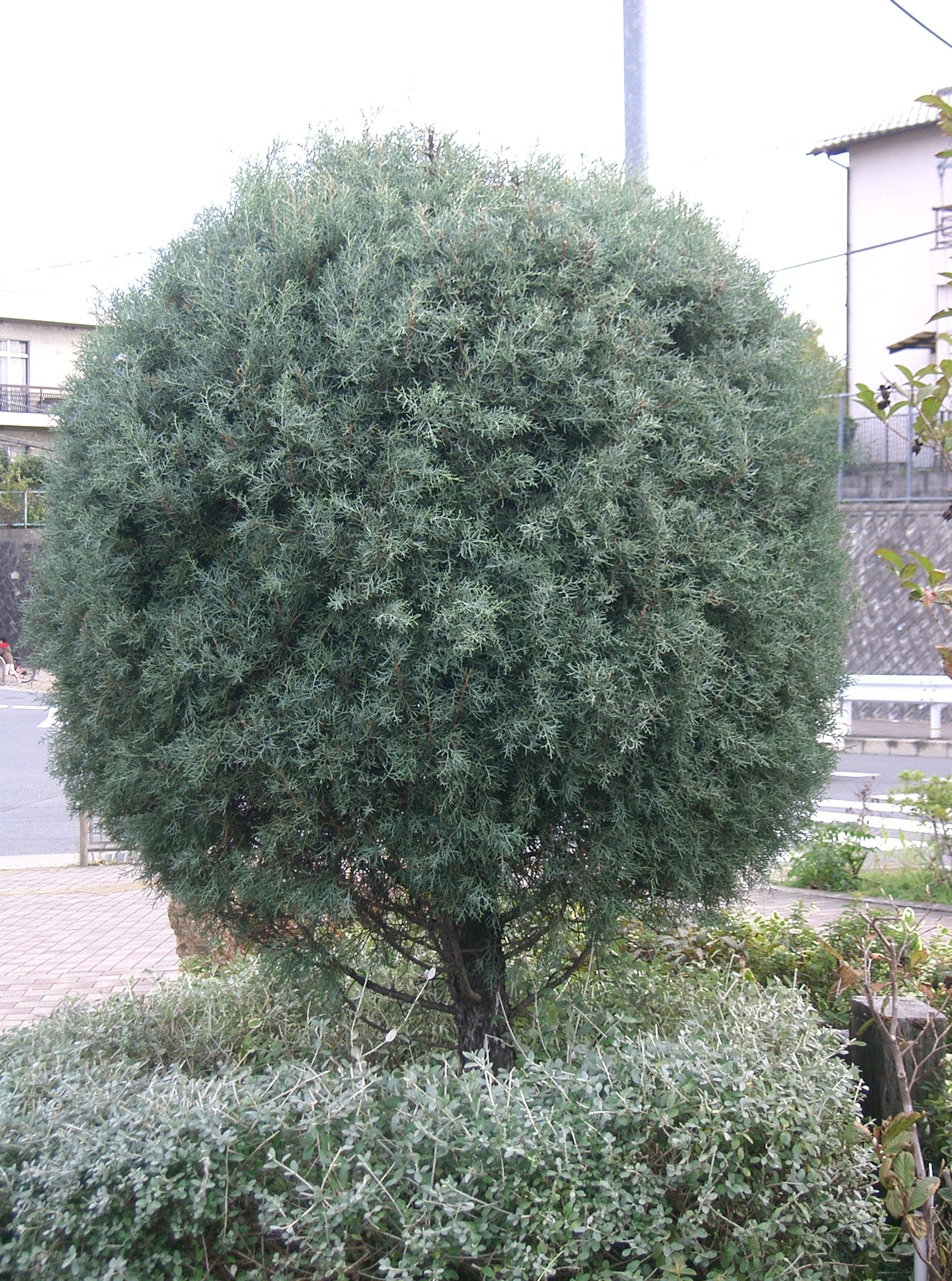
アリゾナイトスギの園芸品種 Blue Ice
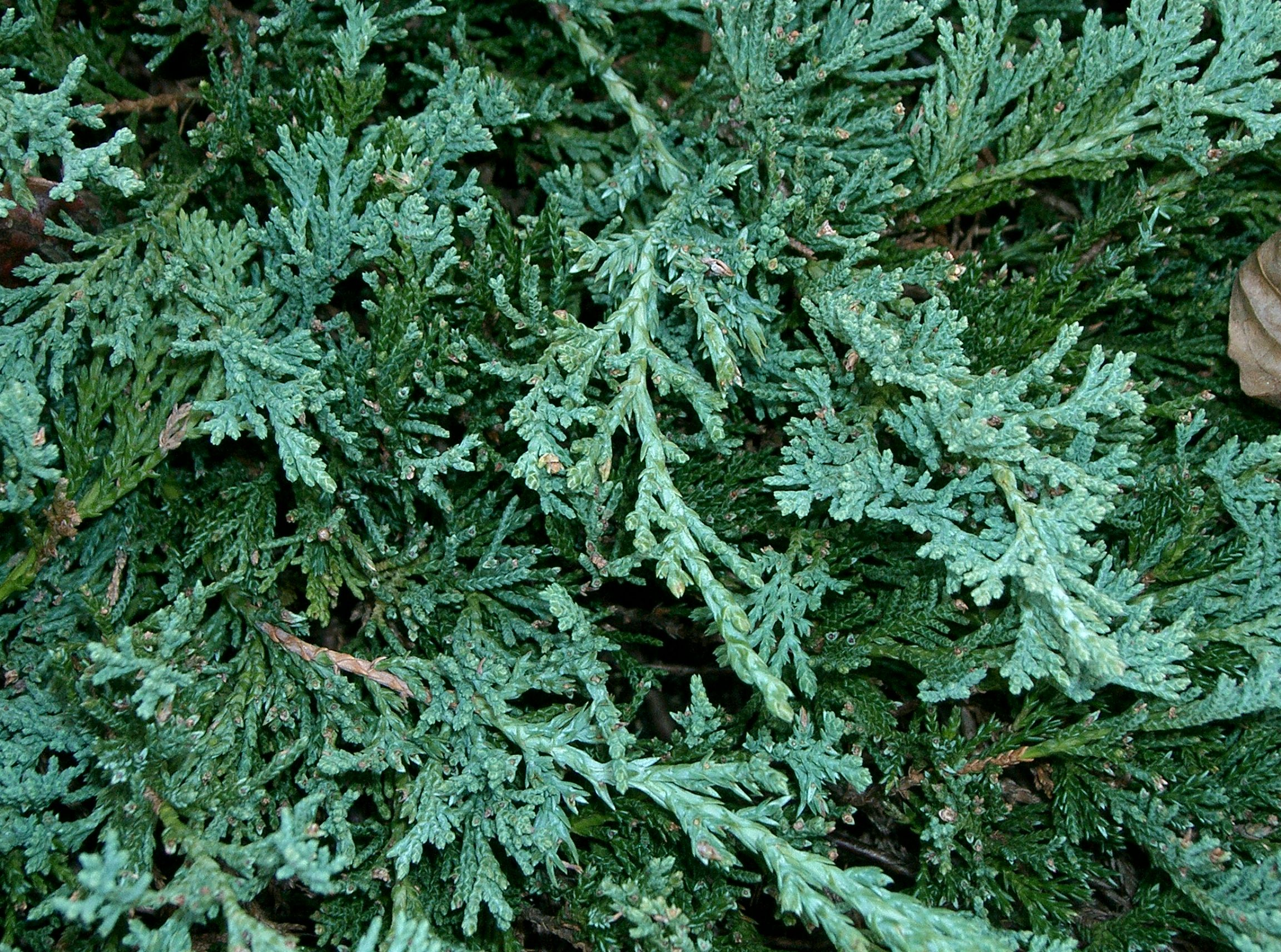
アメリカハイビャクシン（英語版）の園芸品種Wiltonii
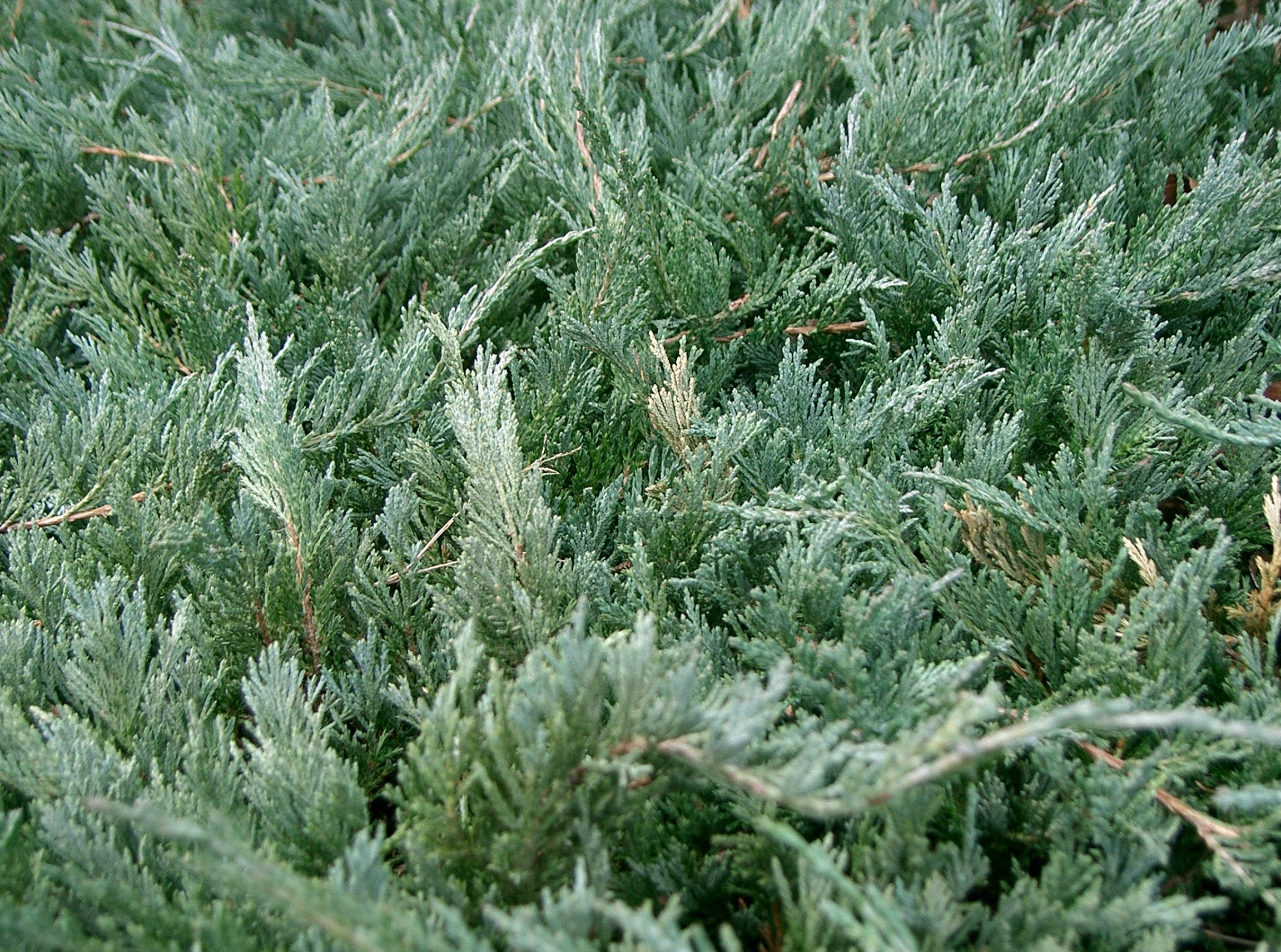
ハイビャクシン
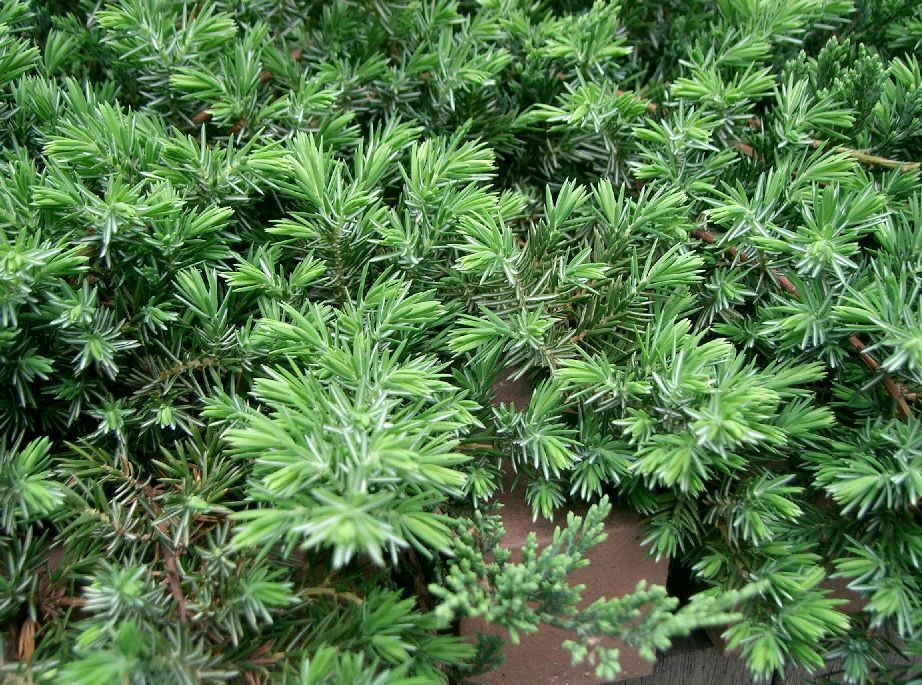
ハイネズの園芸品種 Blue Pacific
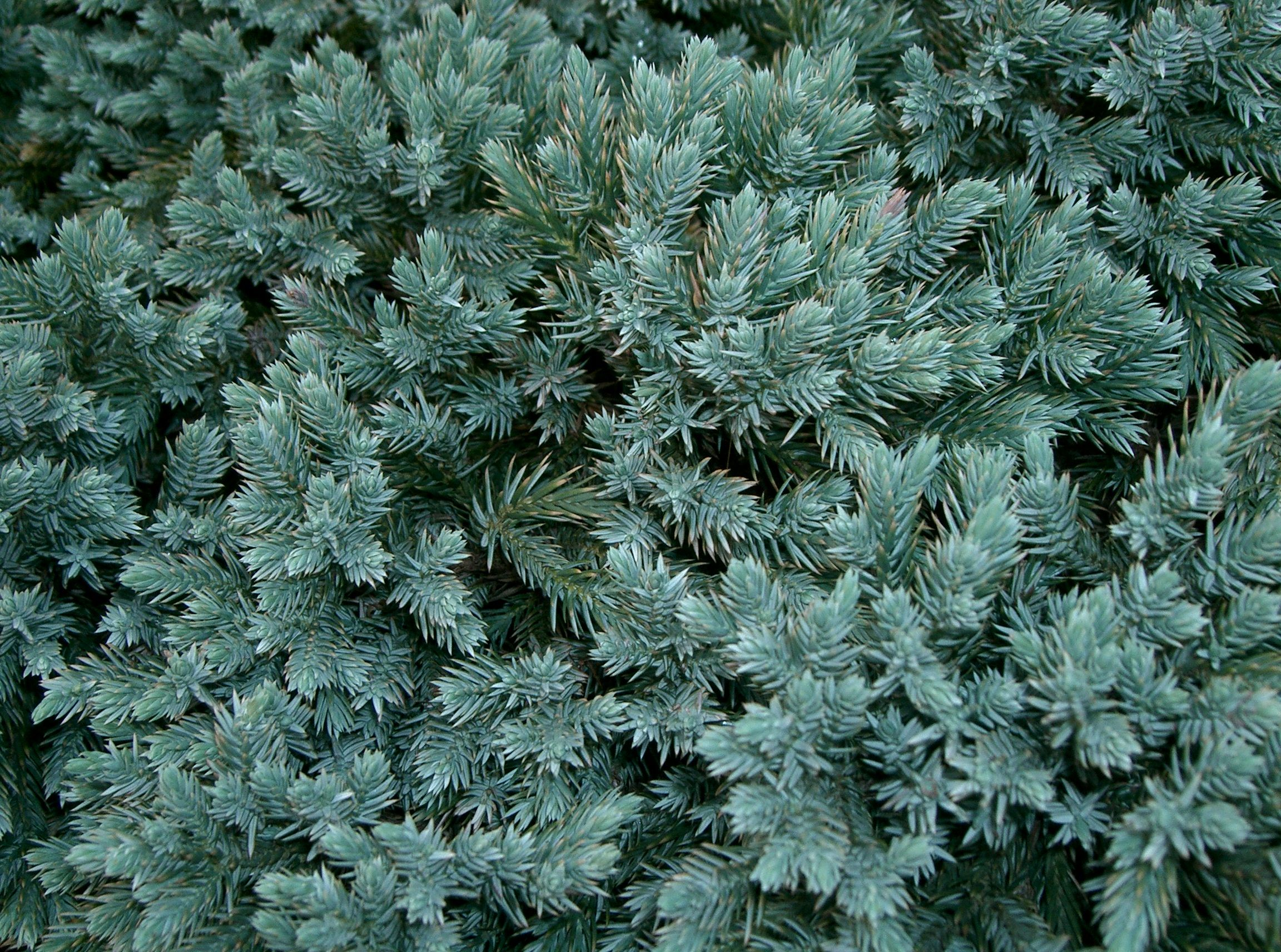
ニイタカビャクシンの園芸品種 Blue Star
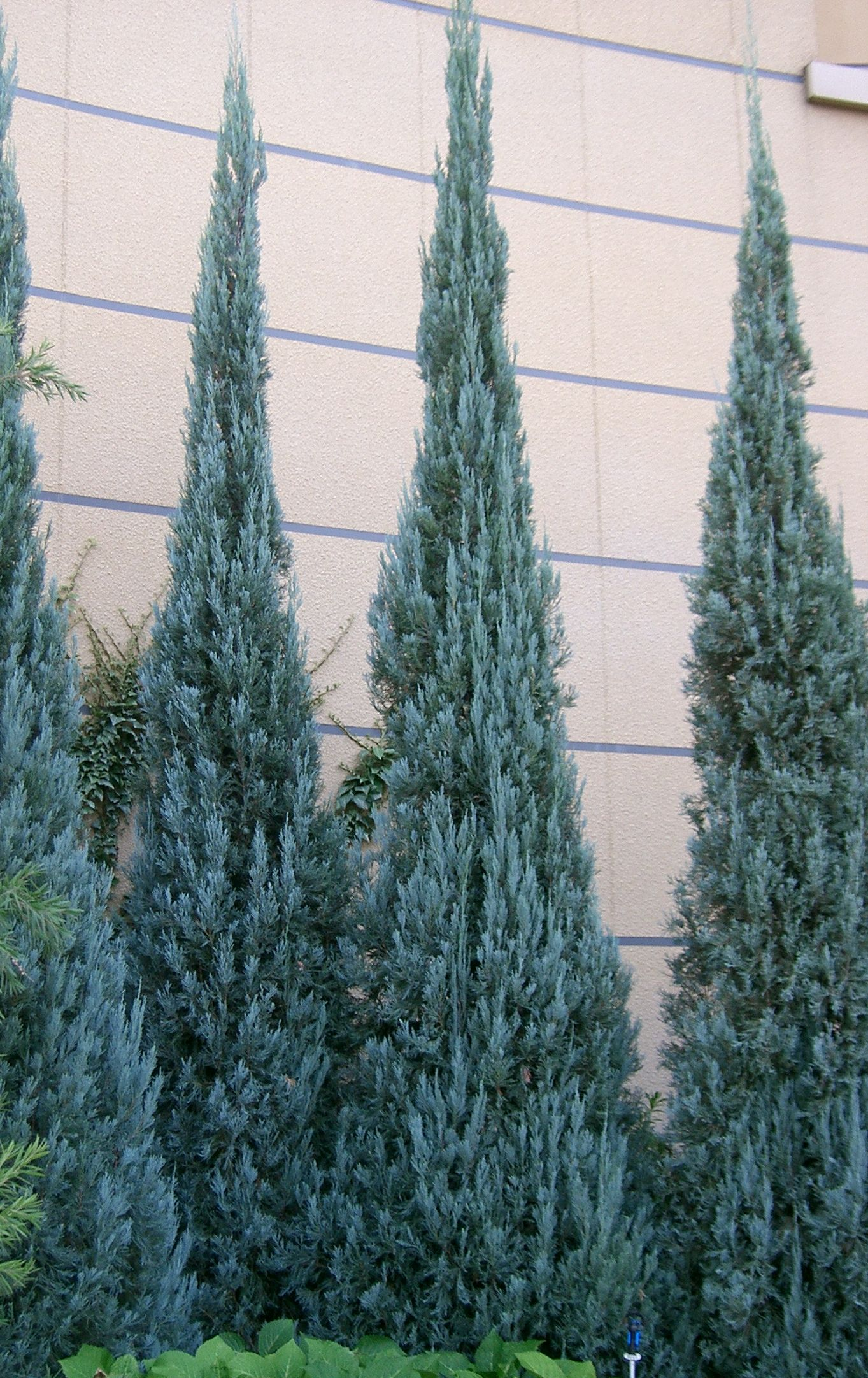
コロラドビャクシンの園芸品種 Blue Heaven

### イチイ科
- イチイ属 Taxus - キャラボク、キンメキャラボク、ヨーロッパイチイ、サマーゴールドなど

### マキ科
- マキ属 Podocarpus - イヌマキ、一才マキ、オウゴンマキ、カクバマキなど。